# Raffaele di Paco
Raffaele di Paco (Fauglia, Toscana, 7 de juny de 1908 - Fauglia, 21 de maig de 1996) va ser un ciclista italià que fou professional entre 1929 i 1944. Durant aquests anys aconseguí 53 victòries.
Era especialista de carreres per etapes, sent vencedor de 16 etapes del Giro d'Itàlia i 11 al Tour de França.
Durant la Segona Guerra Mundial Raffaele di Paco es va exiliar a l'Argentina.

## Palmarès
- 1928
  - 1r al Gran Premi de Treviso
  - 1r al Gran Premi d'Udine
- 1929
  - 1r a la Milà-Savona
  - 1r al Gran Premi de Treviso
  - 1r al Circuit del Piave
  - 1r de la Copa San Vito
  - Vencedor d'una etapa al Giro de Campània
- 1930
  - 1r de la Copa Auricchio
  - Vencedor d'una etapa al Giro d'Itàlia
- 1931
  - Vencedor de 5 etapes al Tour de França
- 1932
  - 1r al Giro de la província de Milà, amb Alfredo Binda
  - Vencedor de 4 etapes al Tour de França
  - Vencedor d'una etapa al Giro d'Itàlia
- 1934
  - 1r ex aequo de la Milà-Ascoli
  - 1r del Gran Premi de Brasschaat
- 1935
  - 1r del Premi de Gènova
  - Vencedor de 4 etapes al Giro d'Itàlia
  - Vencedor de 2 etapes al Tour de França
- 1936
  - 1r de la Milà-Màntua
  - 1r del Gran Premi de Brasschaat
  - 1r del Circuit de Selecció
  - 1r del Premi de la FCI
  - 1r del Premi de Lugano
  - Vencedor de 5 etapes al Giro d'Itàlia
  - Vencedor d'una etapa al Derby del Nord
- 1937
  - Vencedor de 2 etapes al Giro d'Itàlia
- 1938
  - 1r del Premi de Lugano
  - Vencedor de 3 etapes al Giro d'Itàlia
- 1940
  - 1r dels Sis dies de Buenos Aires, amb Gottfried Hürtgen
- 1941
  - 1r de la Volta a Buenos Aires i vencedor d'una etapa
  - 1r del Gran Premi de l'Argentina
  - 1r de la Doble Campana
- 1942
  - 1r de les 24 hores de Santiago de Xile, amb Aldo Bertola
- 1944
  - 1r dels Sis dies de Buenos Aires, amb Frans Slaats

### Resultats al Tour de França
- 1931. 17è de la classificació general, vencedor de 5 etapes i porta el mallot groc durant 3 dies
- 1932. 33è de la classificació general i vencedor de 4 etapes
- 1933. Abandona (7a etapa)
- 1934. Abandona (2a etapa)
- 1935. Abandona (12 etapa) i vencedor de 2 etapes

### Resultats al Giro d'Itàlia
- 1929. 22è de la classificació general
- 1930. Abandona (15a etapa) i vencedor d'una etapa
- 1931. 33è de la classificació general
- 1932. Abandona (8a etapa) i vencedor d'una etapa
- 1934. Abandona (3a etapa)
- 1935. 32è de la classificació general i vencedor de 4 etapes
- 1936. 41è de la classificació general i vencedor de 5 etapes
- 1937. Abandona (10a etapa) i vencedor de 2 etapes
- 1938. 47è de la classificació general i vencedor de 3 etapes
- 1939. Abandona (16a etapa)